# Tecuichpotzin
Tecuichpotzin (1510 – 9 december 1550) was de dochter van de Azteekse leider Motecuhzoma II.
Ze was eerst getrouwd met haar oom Cuitlahuac en nadat die was overleden met haar oom Cuauhtemoc. Nadat Tenochtitlan door de Spanjaarden was ingenomen werd ze Isabel de Moctezuma gedoopt.
Tecuichpotzin was de enige erfgenaam van haar vaders bezittingen en haar werd bovendien een encomienda toegekend. Na Cuauhtemocs dood is ze nog drie keer hertrouwd met Spaanse edellieden, waar ze in totaal zeven kinderen van kreeg.